# Phillip Devantier
Phillip Devantier (født 1992) er en dansk standupkomiker.
Han er opvokset i Slagelse, og startede sin karriere i 2015. Han vandt DM i Stand-up i 2018.
Han har blandt andet optrådt til Zulu Comedy Galla samt på Den Store Scene til NPF i 2022.
I 2023 var han desuden aktuel med sit første show: En Rigtig Mand.
Desuden turnere han i 2024 rundt med sit andet one-man show: Phillipsofi